# Гошковская, Магдалена
Магдалена Гошковская (пол. Magdalena Gorzkowska; род. 30 апреля 1992, Бытом, Силезское воеводство, Польша) — польская легкоатлетка, специализирующаяся в беге на 400 метров. Серебряный призёр чемпионата мира в помещении 2016 года в эстафете 4×400 метров.

## Биография
Перед тем, как перейти в лёгкую атлетику, занималась плаванием и баскетболом. В беге на 400 метров дважды выигрывала первенства страны среди спортсменок до 20 лет. Представляла Польшу на чемпионатах мира и Европы среди юниоров: на континентальном первенстве 2011 года вышла в индивидуальный финал (6-е место) и завоевала серебряную медаль в эстафете 4×400 метров.
В 2012 году на чемпионате страны установила личный рекорд 52,95, благодаря которому заняла четвёртое место и поехала на Олимпийские игры в Лондон. Однако выйти на старт в столице Великобритании ей не довелось: она осталась запасной в эстафетной команде.
Выиграла золотую медаль первенства Европы до 23-х лет 2013 года в эстафете 4×400 метров (3.29,74 — рекорд страны среди молодёжи).
На чемпионате мира в помещении 2016 года была в составе команды, которая завоевала серебряные медали в эстафете, уступив только фаворитам из сборной США.
Закончила Силезский технологический университет с дипломом в области логистики.

## Основные результаты
| Год  | Турнир                          | Место проведения     | Дисциплина       | Место       | Результат |
| ---- | ------------------------------- | -------------------- | ---------------- | ----------- | --------- |
| 2010 | Чемпионат мира среди юниоров    | Монктон, Канада      | эстафета 4×400 м | 8-е         | 3.42,70   |
| 2011 | Чемпионат Европы среди юниоров  | Таллин, Эстония      | 400 м            | 6-е         | 54,42     |
| 2011 | Чемпионат Европы среди юниоров  | Таллин, Эстония      | эстафета 4×400 м | 2-е         | 3.35,35   |
| 2012 | Чемпионат Европы                | Хельсинки, Финляндия | 400 м            | 20-е (заб.) | 53,74     |
| 2012 | Чемпионат Европы                | Хельсинки, Финляндия | эстафета 4×400 м | 8-е         | 3.30,17   |
| 2013 | Чемпионат Европы среди молодёжи | Тампере, Финляндия   | 400 м            | 11-е (заб.) | 53,65     |
| 2013 | Чемпионат Европы среди молодёжи | Тампере, Финляндия   | эстафета 4×400 м | 1-е         | 3.29,74   |
| 2016 | Чемпионат мира в помещении      | Портленд, США        | эстафета 4×400 м | 2-е         | 3.31,15   |